# دمشه (لارستان)
دمشه (بالفارسية: دامچه) (بالإنجليزية: Damcheh)‏، قرية في ناحية بنارويه، قسم ده فيش الريفي، مقاطعة لارستان، محافظة فارس، إيران. يبلغ عدد سكانها حسب إحصاء عام 2006 ميلادية 803 نسمة في 151 عائلة.